# George Shearing
Sir George Shearing, Kt, OBE (Londres, 13 de agosto de 1919 - 14 de fevereiro de 2011) foi um pianista britânico de jazz, considerado uma "lenda do jazz" e reconhecido pelo clássico "Lullaby of Birdland".

## Biografia
Cego de nascença, George começou a tocar piano aos três anos de idade. Foi influenciado por jazzistas como Teddy Wilson e Fats Waller.
São perceptíveis as suas influências pelos grandes pianistas de boogie-woogie e de clássicos como Fats Waller, Earl Hines, Teddy Wilson, Erroll Garner, Art Tatum e Bud Powell.
Ao final dos anos 30, começou a tocar profissionalmente com a 'Ambrose Dance Band' e fez a sua primeira gravação em 1937, sob a supervisão do então jovem Leonard Feather.
Influenciado por este último, emigrou em 1947 para Nova Iorque.
Uma vez ali, absorveu o bebop e substituiu Errol Garner no trio de Oscar Pettiford e liderou um quarteto juntamente com Buddy DeFranco.
Como líder de um quinteto (piano, guitarra, baixo, bateria e vibrafone) do qual participaram nomes como Cal Tjader, Margie Hyams, Denzil Best, Israel Crosby, Joe Pass e Gary Burton, Shearing gravou inúmeros discos de sucesso, entre eles "September In The Rain" e "Lullaby of Birdland".
Shearing contribuiu também como pioneiro dos pequenos combos de jazz afro-cubano nos anos 50. Desta forma, Cal Tjader se iniciou no jazz latino, o qual também contava com Mongo Santamaria, Willie Bobo e Armando Peraza entre seus músicos.
Como compositor, Shearing é conhecido principalmente pelos standards Lullaby of Birdland, Conception e Consternation.
Mais tarde, se apresentou nas formações em trio, duo ou solo, tocando com Montgomery Brothers, Marian McPartland, Brian Torff, Jim Hall, Hank Jones e Kenny Davern.
Também trabalhou com os cantores Nat King Cole, Peggy Lee, Ernestine Anderson, Carmen McRae, Mel Tormé e Joe Williams.

## Discografia

### Como líder
- Pianology (London Records, 1948)
- Piano Solos with Rhythm (Savoy, 1950)
- Shearing in Hi-Fi (MGM, 1955)
- The Shearing Spell (Capitol, 1955)
- Midnight on Cloud 69 com Red Norvo (Savoy, 1956)
- Black Satin (Capitol, 1956)
- "Velvet Carpet" (Capitol 1956)
- Lullaby of Birdland (MGM, 1957)
- The Shearing Piano (Capitol, 1957)
- Taking a Chance on Love com Billy Eckstine, Teddi King (MGM, 1958)
- Jazz Conceptions (MGM, 1958)
- In the Night (Capitol, 1958)
- Latin Lace (Capitol, 1958)
- Rap Your Troubles in Drums (MGM, 1959)
- Blue Chiffon (Capitol, 1959)
- Shearing on Stage! (Capitol, 1959)
- Beauty and the Beat! com Peggy Lee (Capitol, 1959)
- George Shearing Goes Hollywood (MGM, 1959)
- The Shearing Touch (Capitol, 1960)
- Latin Affair (Capitol, 1960)
- White Satin (Capitol, 1960)
- On the Sunny Side of the Strip (Capitol, 1960)
- George Shearing and the Montgomery Brothers (Jazzland, 1961)
- Mood Latino (Capitol, 1961)
- Jazz Moments (Capitol, 1962)
- San Francisco Scene (Capitol, 1962)
- Satin Affair (Capitol, 1962)
- Smooth & Swinging (MGM, 1962)
- Soft and Silky (MGM, 1962)
- Concerto for My Love (Capitol, 1962)
- Shearing Bossa Nova (Capitol, 1962)
- Sassy Meets Shearing com Sarah Vaughan (Camay, 1962)
- Touch Me Softly (Capitol, 1963)
- It's Easy to Remember (Ace of Clubs, 1963)
- Jazz Concert (Capitol, 1963)
- Out of the Woods (Capitol, 1964)
- Old Gold and Ivory (Capitol, 1964)
- It's Real George (Coronet, 1965)
- Rare Form! (Capitol, 1966)
- New Look! (Capitol, 1967)
- Shearing Today! (Capitol, 1968)
- The Young George Shearing (1968)
- The Fool on the Hill (Capitol, 1969)
- Out of This World (Sheba, 1971)
- The Heart and Soul of Joe Williams and George Shearing (Sheba, 1971)
- Music to Hear (Sheba, 1972)
- G.A.S. (George Albert Shearing) (Sheba, 1972)
- As Requested (Sheba, 1972)
- Light, Airy & Swinging (MPS/BASF, 1973)
- The Way We Are (MPS/BASF, 1974)
- Continental Experience (MPS/BASF, 1974)
- My Ship (MPS, 1975)
- The Reunion com Stéphane Grappelli (MPS, 1977)
- The Shearing Piano (Capitol, 1977)
- The Many Facets of George Shearing (MPS, 1978)
- Windows (MPS, 1978)
- Two for the Road com Carmen McRae (Concord Jazz, 1978)
- 500 Miles High (MPS, 1979)
- Lullaby of Birdland (MGM, 1979)
- Getting in the Swing of Things (MPS, 1980)
- Blues Alley Jazz com Brian Torff (Concord Jazz, 1980)
- On a Clear Day com Brian Torff (Concord Jazz, 1980)
- Alone Together com Marian McPartland (Concord Jazz, 1981)
- An Evening with George Shearing & Mel Tormé (Concord Jazz, 1982)
- First Edition com Jim Hall (Concord Jazz, 1982)
- Top Drawer com Mel Tormé (Concord Jazz, 1983)
- Live at the Café Carlyle com Don Thompson (Concord Jazz, 1984)
- An Evening at Charlie's with Mel Torme (Concord Jazz, 1984)
- Grand Piano (Concord Jazz, 1985)
- An Elegant Evening com Mel Tormé (Concord Jazz, 1986)
- George Shearing & Barry Tuckwell Play the Music of Cole Porter (Concord, 1986)
- More Grand Piano (Concord Jazz, 1987)
- Breakin' Out (Concord Jazz, 1987)
- Dexterity com Ernestine Anderson (Concord Jazz, 1988)
- A Vintage Year com Mel Tormé (Concord, 1988)
- A Perfect Match com Ernestine Anderson (Concord Jazz, 1988)
- The Spirit of 176 com Hank Jones (Concord Jazz, 1989)
- George Shearing in Dixieland (Concord Jazz, 1989)
- Piano (Concord Jazz, 1990)
- Mel and George "Do" World War II com Mel Tormé (Concord Jazz, 1991)
- Get Happy! (EMI, 1991)
- I Hear a Rhapsody: Live at the Blue Note (Telarc, 1992)
- How Beautiful Is Night com the Robert Farnon Orchestra (Telarc, 1993)
- That Shearing Sound (Telarc, 1994)
- Walkin' com Neil Swainson, Grady Tate (Telarc, 1995)
- Paper Moon (Telarc, 1996)
- Favorite Things (Telarc, 1997)
- Live at the Forum, Bath 1992 (BBC Music, 2000)
- Just for You: Live in the 1950s (2000)
- Back to Birdland (Telarc, 2001)
- Out of This World (2001)
- The George Shearing Trio (2002)
- Like Fine Wine (Mack Avenue, 2004)
- The Classic Concert Live com Mel Tormé, Gerry Mulligan (Concord Jazz, 2005)
- Live Jazz from Club 15 (2006)

### Como sideman
Com Nat King Cole'
- Nat King Cole Sings/George Shearing Plays (Capitol, 1962)

Com Nancy Wilson
- The Swingin's Mutual! (Capitol, 1961)
- Hello Young Lovers (Capitol, 1962)
- R.S.V.P. (Rare Songs, Very Personal) (MCG, 2004)
- Guess Who I Saw Today (Capitol, 2005)

Com outros
- Claude Bolling, Concerto for Classic Guitar and Jazz Piano com Angel Romero (Angel, 1979)
- Count Basie, Blee Blop Blues (Green Line Records, 1990, 1954 e 1955)
- Dave Brubeck, Young Lions & Old Tigers (Telarc, 1995)
- Michael Feinstein, Hopeless Romantics (Concord, 2005)
- John Pizzarelli, The Rare Delight of You (Telarc, 2002)
- Tito Puente, Mambo Diablo (Concord Jazz Picante, 1985)
- Joe Williams, Here's to Life piano apenas na faixa-título (Telarc, 1994)